# Máirtín Ó Direáin
Máirtín Ó Direáin (Sruthán, 29 novembre 1910 – Dublino, 11 marzo 1988) è stato un poeta e scrittore irlandese di lingua gaelica.

## Biografia

### Origine familiare
I genitori erano contadini. Il padre, Seán, riusciva a mantenere la famiglia coltivando circa sette ettari di terra poverissima, ma morì nel 1917 a 43 anni, quando Máirtín aveva solo sette anni d'età e i suoi fratelli ancor meno (uno era addirittura in fasce). L'immatura morte del padre provocò in Máirtín forti impressioni: se ne trovano echi con riflessioni profonde in varie sue prose e poesie.
La madre, Mairéad, ebbe una vita assai dura. Dopo dieci anni da emigrata negli Stati Uniti, era tornata in patria sposando il primo marito Labhrás Mac Confhaola, che però morì annegato dopo soli tre mesi, senza lasciare figli; e la giovane vedova tornò nel nuovo mondo per tre anni. Poi sposò Seán Ó Direáin da cui ebbe quattro figli, ma anch'egli morì immaturamente ed essa si trovò a dover mandare avanti la famiglia senza alcuna pensione, tanto che a un certo punto, come si legge in uno dei racconti di Máirtín, fu costretta a cedere la terra. Era una donna forte, che Máirtín in diversi scritti portò ad emblema di tutte le donne gaeliche dalla dura vita affrontata con coraggio. Morrà in età avanzata, a 89 anni, nel 1965.
Benché la madre appartenesse a una generazione priva di istruzione scolastica, essa trasmise un forte amore per l'espressività del linguaggio (gaelico, naturalmente) non soltanto in Máirtín ma anche in tutti gli altri figli: Máire recitò talvolta (come lo stesso Máirtín), mentre Tomás e l'ultimo nato Seán scrissero canzoni o poesie.

### L'isola natia
Il gruppo di isole chiamate Árainn in gaelico (Aran in inglese) sorge nell'Atlantico, all'imbocco del Loch Lurgain (Baia di Galway) che separa le due contee di Gaillimh (Galway) e Clár (Clare); la popolazione isolana è di lingua gaelica, così come alcune zone della vicina terraferma.
Su queste isole esistono - oltre alle consuete notizie turistiche - alcune suggestive opere d'arte conosciute anche in Italia: il libro di J.M. Synge del 1909, Le isole Aran, tradotto a suo tempo dallo scrittore Carlo Linati e ripubblicato nel 1980 da Sellerio, Palermo; e il film L'uomo di Aran del 1934, di Robert Flaherty, conservato nelle cineteche con qualche apparizione in televisione.
L'isola maggiore, in cui nacque Ó Direáin, si chiama Inis Mór cioè "isola grande" (Inishmore in grafia inglese) ed ha forma allungata da sud-est a nord-ovest. È una terra povera e rocciosa. Vi si trovano gli avanzi di forti preistorici, chiamati Dún (fortezza). Il porto d'approdo è Cill Rónáin, situato verso est; invece il villaggio del poeta, Sruthán, si trova più verso ovest, e ancor più ad ovest è il villaggio di Eoghanacht nella cui piccola scuola egli studiò da ragazzo.
Quest'isola di dura roccia, in cui Ó Direáin passò i primi diciassette anni di vita, segnò profondamente la sua identità come persona e come poeta.

### La vita
L'infanzia di Máirtín fu segnata, oltre che dalle impressioni della morte paterna, dalla dura povertà conseguente . Nei primi anni di vita Máirtín conosceva soltanto il gaelico; ma dovette imparare l'inglese quando andò a scuola (allora l'Irlanda apparteneva al Regno Unito e l'unica lingua ammessa, anche nelle scuole delle zone rimaste gaeliche, era l'inglese). Il suo maestro capì di avere uno scolaro eccezionale e, alla fine della scuola elementare, continuò volontariamente ad istruirlo - con un certo scandalo dei vicini che avrebbero preferito vederlo più dedito ai lavori campestri - al punto che nel 1928 Máirtín riuscì in un concorso ottenendo un impiego alla Posta della vicina città di Galway.
In questa città, ormai anglofona ma ancora aperta al gaelico delle zone vicine, egli poté imparare a scrivere la propria lingua natia (frattanto dichiarata, sia pure a parole, lingua nazionale nell'Irlanda divenuta indipendente). Inoltre, nel tempo libero dal lavoro impiegatizio, ebbe varie occasioni di usarla, all'inizio semplicemente come oggetto di studio in qualità di parlante indigeno per certi studiosi , ma poi in modo più attivo e personale: divenne segretario della sezione locale della Lega Gaelica e si prestò anche come attore in recite al Taibhdhearc, teatro gaelico fondato a Galway nel 1927. Di queste sue esperienze teatrali lasciò una vivace narrazione, e tracce del suo interesse per la drammaturgia e il mondo del teatro si trovano anche in altri suoi scritti . Intanto il giovane si formava una cultura con ampie letture, e poiché queste erano in inglese sembra che tentasse di scrivere qualche racconto in quella lingua per lui non naturale, con risultati poco incoraggianti che poi descrisse con umorismo in un brano di ricordi.
Nel 1937 passò a Dublino, dove lavorò come funzionario in varie amministrazioni anche della pubblica istruzione. In questa città, ben più grande di Galway e ben più lontana dalle zone gaeliche tradizionali, Máirtín cominciò a scrivere poesie in gaelico. La spinta occasionale gli venne da una conferenza d'un cultore del gaelico, che raccomandava di continuare a poetare con le vecchie metriche; Ó Direáin raccolse la prima parte del progetto, non la seconda, e due giorni prima del Natale 1938 compose la sua prima poesia, con una metrica libera.
Quella prima poesia ("Réalt na hOíche", La stella della notte), devota e commossa su un tema natalizio, era solo un primo tentativo, ma fu seguìta da altre in un cammino sempre più determinato, come si vedrà più avanti a proposito delle opere poetiche. Intanto Ó Direáin cominciava a collaborare a periodici gaelici con una serie di articoli su vari argomenti, inizialmente sotto uno pseudonimo (Ruaidhrí Beag).
In quegli anni sorsero la Lega degli Scrittori (a cui Ó Direáin partecipò attivamente sin dall'inizio, e di cui doveva diventare più tardi segretario e infine presidente) ed altri sodalizi, che consentivano scambi di idee e sedute di lettura delle nuove produzioni. Ma per il momento non c'erano editori per libri di poesie gaeliche, e allora Ó Direáin decise di pubblicare a proprie spese - con un atto di coraggio - le prime raccolte di poesie: nel 1942 "Coinnle Geala" (Candele che brillano) e nel 1943 "Dánta Aniar" (Poesie dall'Ovest).
Nel 1945 il poeta sposò Áine Colivet, da cui ebbe nel 1947 l'unica figlia Niamh.

Nel 1949 l'editore Seán Sáirséal Ó hÉigeartaigh volle inaugurare una serie di libri gaelici con due testi importanti e nuovi: per la prosa il romanzo "Cré na Cille" (La terra del camposanto), opera fondamentale di Máirtín Ó Cadhain, e per la poesia una raccolta di Máirtín Ó Direáin ("Rogha Dánta", Poesie scelte), con dieci poesie edite e quattordici nuove e con illustrazioni di un artista moderno in armonia con la novità dello stile.
Da allora le pubblicazioni di libri di Ó Direáin si succedettero: nel 1957 la raccolta poetica "Ó Mórna agus Dánta Eile" (Ó Mórna ed altre poesie); nel 1961 una raccolta in volume di suoi scritti in prosa ("Feamainn Bhealtaine", Alga di maggio); ed altre raccolte poetiche nel 1962 ("Ár Ré Dhearóil", La nostra epoca meschina). nel 1966 ("Cloch Coirnéil", Pietra angolare), nel 1967 ("Crainn is Cairde", Alberi e amici), del 1979 ("Ceacht an Éin", Lezione d'uccello).
Nel 1975 Ó Direáin sessantacinquenne lasciò l'impiego; nell'anno successivo morì sua moglie; nel 1980 uscì un'ampia antologia della sua opera poetica ormai quarantennale ("Dánta 1939-1979", Poesie 1939-1979): era la prima volta che un poeta gaelico riceveva in vita un simile riconoscimento. Quattro anni più tardi, nel 1984, uscì un'antologia più ridotta ("Selected Poems - Tacar Dánta", a cura di Tomás Mac Síomón e Douglas Sealy), pure tratta dalle precedenti raccolte, ma destinata ad un pubblico non strettamente gaelico perché corredata di traduzioni inglesi a fronte. Due nuove raccolte poetiche uscirono poi nel 1984 ("Béasa an Túir", Le usanze della torre) e nel 1986 ("Craobhóg Dán", Ramoscello di poesie).
Morì a Dublino nel 1988.

## Opere

### Le prose
Senza contare i frequenti articoli su riviste (per esempio su "Feasta", v. un lungo elenco in Mac Peaircín, pp. 91–92), i principali scritti in prosa sono raccolti nel già ricordato volume "Feamainn Bhealtaine" (Alghe di maggio) del 1961 . Il libro prende nome da un brano altamente suggestivo in cui Máirtín rievoca una grande raccolta di alghe - che contribuivano ai modesti introiti degli abitanti della sua isola - dopo una mareggiata primaverile: è la visione quasi estatica d'una giornata sulla riva del mare, con tutti gli isolani intenti come formiche al lavoro, in un specie di festa comunitaria del raccolto. Il volume contiene articoli e saggi di vario genere, ma per il lettore i più coinvolgenti sono soprattutto quelli autobiografici, che esprimono con vivezza i ricordi del ragazzo nella difficile vita sull'isola, e poi del giovane inesperto alle prese col mondo di terraferma.

### Le poesie
Le poesie delle prime raccolte, sino al 1953, sono legate soprattutto al fresco e vivo ricordo dell'isola natìa. Molto nota (e considerata dal prof.Seán Ó Tuama, "Repossessions", Cork University Press 1995, pp. 268–269, fra le liriche gaeliche più care al suo cuore) è "Dínit an bhróin", La dignità del dolore, nella raccolta del 1943: la poesia esprime il sentimento del ragazzo, dolorosamente memore della dignità della salma paterna in mezzo al chiacchiericcio dei vivi , di fronte al silenzioso passaggio di due donne in lutto in mezzo al chiasso della gente che sbarca da un bastimento alla fonda. Altre poesie esprimono momenti di quasi sognante bellezza sull'isola (per esempio "An tEarrach Thiar", Primavera nell'Ovest). Ma non mancano poesie sul mistero del mondo femminile, a partire da quello delle anziane donne del paese riunite a confabulare ("Rún na mBan", Il mistero delle donne, nella raccolta del 1949), oppure sul senso di inanità del giovane per il proprio lavoro burocratico in città, al ricordo del duro ma ben più concreto e fattivo lavoro dei padri sull'isola natìa ("Stoite", Sradicati, poesia che conclude amaramente: "Eppure saremo ricordati, - di noi resterà una pila d'incarti - carichi di polvere - in un ufficio statale").
Nella raccolta del 1957 spicca il poemetto "Ó Mórna", su una figura viva nelle tradizioni dei vecchi isolani: il protagonista del poemetto rappresenta realmente, sotto un nome di fantasia, l'ultimo di una famiglia che dominò l'isola per secoli ; costui è visto in tutta la sua arroganza e nelle sue odiose prepotenze, ma è anche commiserato per la sua triste solitudine padronale ed è rispettato nel riposo della tomba: d'altronde la sua stirpe è indissolubilmente legata alla storia dell'isola cara al poeta  In questa raccolta non mancano altri ricordi dell'isola (per esempio "Faoistiní", Confessioni, su una celebrazione di Messa e confessioni in una casa di villaggio, con preti in visita itinerante in mezzo ad una rude ma devota gente contadina), ma entrano anche temi nuovi e influenze culturali di vario genere (per esempio "An stailc", Lo sciopero, su un'agitazione sindacale di operai a Galway). Particolarmente suggestiva è la poesia "Crainn Oíche Sheaca", Alberi di una notte di gelo, in cui la visione di spogli alberi solitari è avvicinata al dolore e dignità di una croce con la sua vittima.
A partire dalla raccolta del 1962 predominano - sul ricordo ormai quasi irreale e leggendario dell'isola natìa (che per lui è diventata una specie di sogno, v. la poesia "Berkeley") - altri temi, con toni spesso amari sugli argomenti cittadini e nazionali. Il poeta, come tanti altri irlandesi inurbati in quegli anni, soffriva la vita cittadina a cui si sentiva estraneo e che gli sembrava meschina e priva di valori (v. per esempio la poesia "Ár ré dearóil", La nostra epoca meschina); inoltre condivideva con la sua generazione l'inevitabile delusione per la prosaica realtà dei primi decenni d'indipendenza dopo i grandi e nobili sogni degli anni insurrezionali che avevano illuminato la sua infanzia (v. per esempio la poesia "Éire ina bhfuil romhainn", L'Irlanda nel nostro avvenire).
È da notare che la sua opera poetica, inizialmente pionieristica dopo i secoli di rottura della cultura gaelica schiacciata dal potere coloniale anglofono, non rimase isolata: infatti, nella seconda metà del secolo XX, la poesia gaelica ebbe uno sviluppo e una fioritura inopinati per una lingua sempre sull'orlo dell'estinzione, con la comparsa di parecchi altri poeti di spicco, sempre più immersi nel mondo moderno. Con alcuni di loro - in particolare col quasi coetaneo Seán Ó Ríordáin nato nel 1916 - Ó Direáin ebbe interessanti ed amichevoli scambi.
Per chi non conosca il gaelico, oggi esiste una raccolta di sue opere, con introduzione e commento ad opera di E. Brugnatelli (Ó Direáin 2020); un utile approccio all'opera del poeta può essere inoltre - in lingua inglese - la "Introduction" di Mac Síomóin e Sealy ai "Selected Poems" di Ó Direáin, con le loro traduzioni di parecchie sue poesie e con note.